# العلاقات البلغارية البنينية
العلاقات البلغارية البنينية هي العلاقات الثنائية التي تجمع بين بلغاريا وبنين.

## مقارنة بين البلدين
هذه مقارنة عامة ومرجعية للدولتين:
| وجه المقارنة                                              | بلغاريا                                                                             | بنين            |
| --------------------------------------------------------- | ----------------------------------------------------------------------------------- | --------------- |
| المساحة (كم2)                                             | 110.99 ألف                                                                          | 114.76 ألف      |
| عدد السكان (نسمة)                                         | 7.08 مليون                                                                          | 11.18 مليون     |
| الكثافة السكانية (ن./كم²)                                 | 63.79                                                                               | 97.42           |
| العاصمة                                                   | صوفيا                                                                               | بورتو نوفو      |
| اللغة الرسمية                                             | اللغة البلغارية                                                                     | لغة فرنسية      |
| العملة                                                    | ليف بلغاري                                                                          | فرنك غرب أفريقي |
| الناتج المحلي الإجمالي (بليون دولار)                      | 56.83 مليار                                                                         | 9.27 مليار      |
| الناتج المحلي الإجمالي (تعادل القوة الشرائية) بليون دولار | 130.99 مليار                                                                        | 22.38 مليار     |
| الناتج المحلي الإجمالي الاسمي للفرد دولار أمريكي          | 8.03 ألف                                                                            | 762             |
| الناتج المحلي الإجمالي للفرد دولار أمريكي                 | 17.21 ألف                                                                           | 2.03 ألف        |
| مؤشر التنمية البشرية                                      | 0.782                                                                               | 0.480           |
| رمز المكالمات الدولي                                      | +359                                                                                | +229            |
| رمز الإنترنت                                              | .bg، .бг ‏                                                                           | .bj             |
| المنطقة الزمنية                                           | ت ع م+02:00، ت ع م+03:00، أوروبا/صوفيا ‏، توقيت شرق أوروبا، توقيت شرق أوروبا الصيفي ‏ | ت ع م+01:00     |

## منظمات دولية مشتركة
يشترك البلدان في عضوية مجموعة من المنظمات الدولية، منها:
| علم المنظمة | اسم المنظمة                               | تاريخ انضمام بلغاريا | تاريخ انضمام بنين |
| ----------- | ----------------------------------------- | -------------------- | ----------------- |
|             | يونسكو                                    | 17 مايو 1956         | 18 أكتوبر 1960    |
|             | وكالة ضمان الاستثمار متعدد الأطراف        | 23 سبتمبر 1992       | 26 سبتمبر 1994    |
|             | الأمم المتحدة                             | 14 ديسمبر 1955       | 20 سبتمبر 1960    |
|             | الاتحاد البريدي العالمي                   | ?                    | ?                 |
|             | البنك الدولي للإنشاء والتعمير             | 25 سبتمبر 1990       | 10 يوليو 1963     |
|             | الاتحاد الدولي للاتصالات                  | 18 سبتمبر 1880       | 1961              |
|             | منظمة حظر الأسلحة الكيميائية              | ?                    | ?                 |
|             | مؤسسة التمويل الدولية                     | 22 يوليو 1991        | 5 فبراير 1987     |
|             | المركز الدولي لتسوية المنازعات الاستشارية | 13 مايو 2001         | 14 أكتوبر 1966    |
|             | منظمة التجارة العالمية                    | 1 ديسمبر 1996        | ?                 |
|             | منظمة الشرطة الجنائية الدولية             | ?                    | ?                 |

## وصلات خارجية
- موقع وزارة الخارجية البلغارية
- موقع وزارة الخارجية البنينية